# Meeting People Is Easy
Meeting People Is Easy és un documental, dirigit per Grant Gee, que segueix la banda britànica Radiohead durant la seva reeixida gira mundial realitzada durant el 1997, en la qual promocionaven l'àlbum OK Computer. Fou nominat al premi Grammy del 2000 com a Best Long Form Music Video.

## Informació
La realització del documental es va produir durant la promoció de l'àlbum OK Computer durant el 1997, conformant un collage de videoclips, peces sonores o diàlegs dels membres entre bambolines, mostrant el dia a dia del grup durant una gira mundial. El concert inaugural es va celebrar el 22 de maig de 1997 a Barcelona mentre que la cloenda es va produir al Radio City Music Hall de Nova York, després de 104 concerts. A diferència de molts altres documentals musicals, la pel·lícula no se centra en l'amistat entre els membres del grup, o la seva relació amb les respectives famílies, sinó en els concerts, material promocional i material fotogràfic, videogràfic i musical propi del grup. En el documental hi ha talls molt variats com aparicions televisives, articles de diaris, mencions al grup o vídeos enregistrats pels mateixos membres del grup en diverses situacions.
Inicialment, el documental fou publicat el 30 de novembre de 1998 en format VHS només al Regne Unit, posteriorment, el 12 de juny de 2000, també es va llançar en format DVD. Entremig, el 18 de maig de 1999 també es va llançar als Estats Units en ambdós formats. Cal destacar que aquesta fou la primera pel·lícula en format DVD que va llançar la discogràfica EMI/Parlophone/Capitol Records. Diversos canals de televisió van emetre el documental després del seu llançament, per exemple Channel 4 al Regne Unit i MTV als Estats Units. També fou mostrat en diverses sales de cinema d'alguns països com els Estats Units, Noruega o la República Txeca, tot i que no de forma general. La portada del VHS i del DVD van ser dissenyats per Stanley Donwood i Thom Yorke seguint el mateix estil artístic de l'àlbum OK Computer.
Les crítiques per part dels mitjans de comunicació van ser força positives destacant el fet que no fos un documental típic però indicant que només seria interessant pels seguidors fidels del grup. Del documental es van vendre aproximadament mig milió d'unitats en ambdós formats.

## Banda sonora
Malgrat que Meeting People Is Easy no és un documental típic sobre concerts, sovint hi apareixen talls de cançons encara inacabades o gravacions no incloses en cap altra publicació oficial.
- "Follow Me Around", interpretada per Yorke amb una guitarra acústica en un auditori buit amb la resta de membres unint-s'hi posteriorment. El grup no ha interpretat mai aquesta cançó en concerts, però en alguna ocasió, Yorke l'ha cantat en alguna aparició en solitari o ha inclòs algunes línies de la cançó en actuacions.
- Breu vídeo de York cantant una versió primerenca de "I Will".
- Versió en guitarra acústica de "Life in a Glasshouse" en una prova de so.
- Vídeo de la banda remesclant la cançó "Palo Alto".
- Versió primerenca de "How to Disappear Completely" de la gira de 1998.
- Actuacions i gravacions parcials de la majoria de cançons de OK Computer.
- Diverses interpretacions de "Creep".
- Un sample que més endavant esdevindria "Cymbal Rush" de l'àlbum The Eraser de Yorke.
- Interpretació en directe de "Nude" de la gira de 1998, que posteriorment fou inclosa en In Rainbows, gairebé una dècada després.
- Diversos vídeos breus d'actuacions en directe de "Planet Telex" i "Street Spirit (Fade Out)".